# Trận Panipat (1556)
Trận Panipat lần thứ hai là trận đánh giữa quân của nhà Sur, do đại tướng Hemu chỉ huy và đế quốc Mogul do vua Akbar chỉ huy. Quân Mogul đã giành được chiến thắng hiển hách, khiến cho quân Sur phải rút về Afghanistan và không bao giờ xâm lược đế quốc Mogul nữa. Trận đánh diễn ra vào ngày 5 tháng 10 năm 1556

## Bối cảnh
Năm 1540, vua nhà Mogul là Humayun (1530 - 1540, 1555 - 1556) mất nước về tay tướng Sher Shah Sur người Afghan. Sher Shah đã thành lập nhà Sur trên lãnh thổ của Humayun, khiến ông phải sang lánh nạn ở đế quốc Ba Tư. Đến năm 1555, nhân lúc triều Sur suy yếu, Humayun cử binh tấn công Delhi và giành lại đất nước, đuổi quân Sur về Afghanistan.
Tuy vậy, thấy mình không thề sống lâu thêm được nữa, Humayun phong con trai ông là Akbar làm Đông cung Thái tử và Tể tướng Bairam Khan làm nhiếp chính. Quả nhiên, nửa năm sau (1556), Humayun lâm bệnh qua đời, và Akbar (1556 - 1605) lên nối ngôi ở tuổi 14.
Vua Akbar bấy giờ đang nắm trong tay một đất nước mới được khôi phục, tình hình các trấn ngoại biên chưa ổn và ngoại bang đang dòm ngó. Vua nhà Sur là Adil Shah Sur (1556 - 1557) âm mưu tước đoạt lãnh thổ của nhà Mogul một lần nữa. Thuộc hạ của ông ta là đại tướng Hemu đã đem hơn 5 vạn quân, 1000 voi chiến và 500 cỗ đại bác tiến vào lãnh thổ Mogul.

## Diễn biến
Biết có hoạ ngoại xâm, Akbar và tể tướng Bairam Khan vẫn giữa vững tay chèo. Bairam đã tiến hành thanh trừng những viên tướng có tư tưởng dao động, đầu hàng đồng thời chỉnh đốn quân ngũ, khuyến khích binh sĩ.
Ngày 5 tháng 10 năm 1556 hai bên giao chiến tại Panipat. Trong trận, đại tướng Hemu bị trúng tên ở mắt, và bất tỉnh trên lưng voi chiến. Trong khi đó, quân của ông ta đang thất thế trước quân Mogul. Kết quả là 1 vạn quân Mogul do Akbar và Bairam chỉ huy đã đập tan 5 vạn quân Sur, Hemu đã bị Sher Afghan Quli Khan bắt sống và giao nộp cho Akbar. Tể tướng Bairam đã chặt đầu Hemu và mang đầu ông ta và Kabul, trong khi thi hài Hemu bị bêu ở gần Purana Qila, Delhi.

## Tác động của trận Panipat lần thứ hai
Sau trận Panipat, nhà Sur phải rút hoàn toàn về Afghanistan, không còn dám có hành động khiêu khích nhà Mogul nữa. Đồng thời, thế lực của nhà Mogul được củng cố trên phần lớn tiểu lục địa Ấn Độ.